# Primera División Uruguaya 1967
Il campionato era formato da dieci squadre e il Peñarol vinse il titolo.

## Classifica finale
| Pos. | Squadra           | G  | V  | N  | P  | GF | GS | Punti |
| ---- | ----------------- | -- | -- | -- | -- | -- | -- | ----- |
| 1    | Peñarol           | 18 | 15 | 3  | 0  | 43 | 6  | 33    |
| 2    | Nacional          | 18 | 11 | 5  | 2  | 26 | 16 | 27    |
| 3    | Cerro             | 18 | 7  | 6  | 5  | 21 | 16 | 20    |
| 4    | Racing Montevideo | 18 | 3  | 12 | 3  | 13 | 17 | 18    |
| 5    | Rampla Juniors    | 18 | 6  | 5  | 7  | 21 | 22 | 17    |
| 6    | Danubio           | 18 | 5  | 6  | 7  | 18 | 19 | 16    |
| 7    | Defensor          | 18 | 5  | 4  | 9  | 19 | 27 | 14    |
| 8    | Liverpool         | 18 | 3  | 7  | 8  | 14 | 23 | 13    |
| 9    | Fénix             | 18 | 3  | 5  | 10 | 15 | 29 | 11    |
| 10   | Sud América       | 18 | 3  | 5  | 10 | 15 | 30 | 11    |

G = Partite giocate; V = Vittorie; N = Nulle/Pareggi; P = Perse; GF = Goal fatti; GS = Goal subiti; 

## Classifica marcatori
| Gol |  |  | Giocatore       | Squadra |
| --- |  |  | --------------- | ------- |
| 11  |  |  | Alberto Spencer | Peñarol |